# マカビア競技大会
マカビア競技大会（マカビアきょうぎたいかい、英語: Maccabiah Games、ヘブライ語: המכביה）はユダヤ人スポーツ選手が参加する国際総合競技大会である。4年に1度イスラエルのテルアビブで開催される。第1回大会は1932年に開催された。

## 実施競技
2009年大会実施競技
- バドミントン
- 野球
- バスケットボール
- ブリッジ
- チェス
- クリケット
- 自転車競技
- フェンシング
- ホッケー
- サッカー
- フットサル

- ゴルフ
- 体操
- ハーフマラソン
- 柔道
- 空手道
- ローンボウルズ
- ネットボール
- ボート競技
- ラグビー
- ソフトボール
- スカッシュ

- 競泳
- 卓球
- テコンドー
- テニス
- テンピン・ボウリング
- 陸上競技
- トライアスロン
- バレーボール
- 水球
- レスリング

## 大会一覧
| 回 | 期間                  | 開催都市   | 開催国     |
| -- | --------------------- | ---------- | ---------- |
| 1  | 1932年3月29日-4月6日  | テルアビブ | イスラエル |
| 2  | 1935年4月2日-10日     | テルアビブ | イスラエル |
| 3  | 1950年9月28日-10月9日 | テルアビブ | イスラエル |
| 4  | 1953年9月20日-29日    | テルアビブ | イスラエル |
| 5  | 1957年9月15日-24日    | テルアビブ | イスラエル |
| 6  | 1961年8月29日-9月5日  | テルアビブ | イスラエル |
| 7  | 1965年8月23日-8月31日 | テルアビブ | イスラエル |
| 8  | 1969年7月28日-8月6日  | テルアビブ | イスラエル |
| 9  | 1973年7月9日-19日     | テルアビブ | イスラエル |
| 10 | 1977年7月12日-21日    | テルアビブ | イスラエル |
| 11 | 1981年7月6日-16日     | テルアビブ | イスラエル |
| 12 | 1985年7月15日-25日    | テルアビブ | イスラエル |
| 13 | 1989年7月3日-13日     | テルアビブ | イスラエル |
| 14 | 1993年7月5日-15日     | テルアビブ | イスラエル |
| 15 | 1997年7月14日-25日    | テルアビブ | イスラエル |
| 16 | 2001年7月16日-23日    | テルアビブ | イスラエル |
| 17 | 2005年7月11日-21日    | テルアビブ | イスラエル |
| 18 | 2009年7月12日-24日    | テルアビブ | イスラエル |
| 19 | 2013年7月18日-30日    | テルアビブ | イスラエル |
| 20 | 2017年7月4日-17日     | テルアビブ | イスラエル |
| 21 | 2022年7月12日-26日    | テルアビブ | イスラエル |